# Myriam Casanova
Pour les articles homonymes, voir Casanova (homonymie).
Myriam Casanova (née le 20 juin 1985 à Altstätten) est une joueuse de tennis suisse.
En 2002 chez les juniors, elle a gagné le Banana Bowl en simple et en double (avec Elke Clijsters), ainsi que la Gerdau Cup au Brésil.
Sur le circuit WTA, elle a remporté un titre sur la terre battue de l'Open de Belgique en 2002.
En plus de son père et de son entraîneur, elle est également conseillée par Melanie Molitor, la mère de Martina Hingis.
Elle n'a plus rejoué en compétition officielle depuis juillet 2005, à l'occasion de la Fed Cup contre l'équipe slovaque.

## Palmarès

### Titre en simple dames
| No | Date       | Nom et lieu du tournoi                    | Catégorie | Dotation  | Surface      | Finaliste       | Score         |          |
| -- | ---------- | ----------------------------------------- | --------- | --------- | ------------ | --------------- | ------------- | -------- |
| 1  | 08/07/2002 | French Community Championships, Bruxelles | Tier IV   | 140 000 $ | Terre (ext.) | Arantxa Sánchez | 4-6, 6-2, 6-1 | Parcours |

### Finale en simple dames
| No | Date       | Nom et lieu du tournoi  | Catégorie | Dotation  | Surface      | Vainqueure     | Score         |          |
| -- | ---------- | ----------------------- | --------- | --------- | ------------ | -------------- | ------------- | -------- |
| 1  | 15/04/2002 | Budapest Open, Budapest | Tier V    | 110 000 $ | Terre (ext.) | Martina Müller | 6-2, 3-6, 6-4 | Parcours |

### Titre en double dames
Aucun

### Finales en double dames
| No | Date       | Nom et lieu du tournoi                    | Catégorie | Dotation  | Surface         | Vainqueures                       | Partenaire       | Score         |          |
| -- | ---------- | ----------------------------------------- | --------- | --------- | --------------- | --------------------------------- | ---------------- | ------------- | -------- |
| 1  | 16/02/2004 | Proximus Diamond Games Anvers             | Tier II   | 585 000 $ | Moquette (int.) | Cara Black Els Callens            | Eléni Daniilídou | 6-2, 6-1      | Parcours |
| 2  | 05/04/2004 | Bausch & Lomb Championships Amelia Island | Tier II   | 585 000 $ | Terre (ext.)    | Nadia Petrova Meghann Shaughnessy | Alicia Molik     | 3-6, 6-2, 7-5 | Parcours |

## Parcours en Grand Chelem

### En simple dames
| Année | Open d'Australie | Open d'Australie | Internationaux de France | Internationaux de France | Wimbledon       | Wimbledon           | US Open         | US Open         |
| ----- | ---------------- | ---------------- | ------------------------ | ------------------------ | --------------- | ------------------- | --------------- | --------------- |
| 2002  | -                | -                | -                        | -                        | 3e tour (1/16)  | Justine Henin       | 2e tour (1/32)  | Lisa Raymond    |
| 2003  | 1er tour (1/64)  | Justine Henin    | 1er tour (1/64)          | Cara Black               | 1er tour (1/64) | Jennifer Capriati   | 2e tour (1/32)  | Fabiola Zuluaga |
| 2004  | 1er tour (1/64)  | Saori Obata      | 3e tour (1/16)           | Svetlana Kuznetsova      | 1er tour (1/64) | Francesca Schiavone | 1er tour (1/64) | Fabiola Zuluaga |

À droite du résultat, l’ultime adversaire.

### En double dames
| Année | Open d'Australie             | Open d'Australie          | Internationaux de France   | Internationaux de France   | Wimbledon                   | Wimbledon               | US Open                    | US Open                   |
| ----- | ---------------------------- | ------------------------- | -------------------------- | -------------------------- | --------------------------- | ----------------------- | -------------------------- | ------------------------- |
| 2003  | 1er tour (1/32) Nicole Pratt | S. Kuznetsova Navrátilová | 2e tour (1/16) M. Bartoli  | Jelena Dokić Nadia Petrova | 2e tour (1/16) M. Bartoli   | J. Husárová C. Martínez | 1/2 finale M. Bartoli      | S. Kuznetsova Navrátilová |
| 2004  | 3e tour (1/8) M. Bartoli     | Liezel Huber Ai Sugiyama  | 2e tour (1/16) P. Wartusch | Gisela Dulko P. Tarabini   | 2e tour (1/16) Nicole Pratt | Yan Zi Zheng Jie        | 1er tour (1/32) M. Bartoli | A. Cargill Nana Miyagi    |

Sous le résultat, la partenaire ; à droite, l’ultime équipe adverse.

### En double mixte
| Année | Open d'Australie        | Open d'Australie           | Internationaux de France  | Internationaux de France    | Wimbledon                   | Wimbledon                  | US Open                       | US Open                   |
| 2004  | 2e tour (1/8) Cyril Suk | Lisa Raymond Kevin Ullyett | 1er tour (1/16) Cyril Suk | D. Hantuchová T. Woodbridge | 2e tour (1/16) Yves Allegro | Alicia Molik T. Woodbridge | 1er tour (1/16) Chris Haggard | E. Gagliardi Gastón Etlis |

Sous le résultat, le partenaire ; à droite, l’ultime équipe adverse.

## Parcours aux Jeux olympiques

### En simple dames
| # | Date       | Nom de l'olympiade           | Surface    | Résultat        | Ultime adversaire | Score    |          |
| - | ---------- | ---------------------------- | ---------- | --------------- | ----------------- | -------- | -------- |
| 1 | 15/08/2004 | Olympic Tennis Event Athènes | Dur (ext.) | 1er tour (1/32) | Nicole Pratt      | 6-3, 7-5 | Parcours |

### En double dames
| # | Date       | Nom de l'olympiade           | Surface    | Résultat      | Partenaire     | Ultimes adversaires | Score    |          |
| - | ---------- | ---------------------------- | ---------- | ------------- | -------------- | ------------------- | -------- | -------- |
| 1 | 15/08/2004 | Olympic Tennis Event Athènes | Dur (ext.) | 2e tour (1/8) | Patty Schnyder | Yan Zi Zheng Jie    | 6-3, 6-3 | Parcours |

## Parcours en Fed Cup
| #                                                                  | Date       | Lieu        | Surface      | Gagnante(s)                          | Perdante(s)                          | Score          |          |
|                                                                    |            |             |              |                                      |                                      |                |          |
| 2001 - 1/4 de finale (groupe mondial) - Australie - Suisse - 4 : 1 |            |             |              |                                      |                                      |                |          |
| 1                                                                  | 21/07/2001 | Sydney      | Herbe (ext.) | Nicole Pratt                         | Myriam Casanova                      | 6-3, 6-1       | Parcours |
| 1                                                                  | 21/07/2001 | Sydney      | Herbe (ext.) | Myriam Casanova                      | Alicia Molik                         | 7-63, 6-4      | Parcours |
|                                                                    |            |             |              |                                      |                                      |                |          |
| 2002 - 1er tour (groupe mondial) - Slovaquie - Suisse - 3 : 2      |            |             |              |                                      |                                      |                |          |
| 2                                                                  | 27/04/2002 | Bratislava  | Terre (ext.) | Daniela Hantuchová                   | Myriam Casanova                      | 6-4, 7-5       | Parcours |
| 2                                                                  | 27/04/2002 | Bratislava  | Terre (ext.) | Myriam Casanova                      | Henrieta Nagyová                     | 3-6, 6-3, 6-1  | Parcours |
| 2                                                                  | 27/04/2002 | Bratislava  | Terre (ext.) | Daniela Hantuchová Janette Husárová  | Myriam Casanova Patty Schnyder       | 6-0, 6-74, 6-3 | Parcours |
|                                                                    |            |             |              |                                      |                                      |                |          |
| 2002 - Barrage (groupe mondial I) - Suède - Suisse - 3 : 2         |            |             |              |                                      |                                      |                |          |
| 3                                                                  | 20/07/2002 | Malmö       | Terre (ext.) | Åsa Svensson                         | Myriam Casanova                      | 6-2, 6-4       | Parcours |
| 3                                                                  | 20/07/2002 | Malmö       | Terre (ext.) | Myriam Casanova                      | Sofia Arvidsson                      | 6-0, 6-2       | Parcours |
| 3                                                                  | 20/07/2002 | Malmö       | Terre (ext.) | Sofia Arvidsson Åsa Svensson         | Myriam Casanova Patty Schnyder       | 3-6, 6-3, 7-5  | Parcours |
|                                                                    |            |             |              |                                      |                                      |                |          |
| 2003 - Barrage (groupe mondial I) - Suisse - Israël - 4 : 1        |            |             |              |                                      |                                      |                |          |
| 4                                                                  | 19/07/2003 | Winterthour | Terre (ext.) | Myriam Casanova                      | Anna Smashnova                       | 6-3, 6-2       | Parcours |
| 4                                                                  | 19/07/2003 | Winterthour | Terre (ext.) | Myriam Casanova Emmanuelle Gagliardi | Tzipora Obziler Shahar Peer          | 6-1, 6-1       | Parcours |
|                                                                    |            |             |              |                                      |                                      |                |          |
| 2004 - 1er tour (groupe mondial) - Espagne - Suisse - 3 : 2        |            |             |              |                                      |                                      |                |          |
| 5                                                                  | 24/04/2004 | Los Belones | Terre (ext.) | Myriam Casanova                      | Marta Marrero                        | 6-74, 6-4, 6-0 | Parcours |
| 5                                                                  | 24/04/2004 | Los Belones | Terre (ext.) | Conchita Martínez Virginia Ruano     | Myriam Casanova Emmanuelle Gagliardi | 7-63, 6-2      | Parcours |
|                                                                    |            |             |              |                                      |                                      |                |          |
| 2004 - Barrage (groupe mondial I) - Canada - Suisse - 2 : 3        |            |             |              |                                      |                                      |                |          |
| 6                                                                  | 10/07/2004 | Dorval      | Terre (ext.) | Myriam Casanova                      | Stéphanie Dubois                     | 6-0, 6-3       | Parcours |
| 6                                                                  | 10/07/2004 | Dorval      | Terre (ext.) | Myriam Casanova                      | Marie-Ève Pelletier                  | 6-2, 6-3       | Parcours |
|                                                                    |            |             |              |                                      |                                      |                |          |
| 2005 - 1er tour (groupe mondial II) - Suisse - Slovaquie - 3 : 2   |            |             |              |                                      |                                      |                |          |
| 7                                                                  | 23/04/2005 | Neuchâtel   | Dur (int.)   | Ľubomíra Kurhajcová                  | Myriam Casanova                      | 6-0, 6-0       | Parcours |
| 7                                                                  | 23/04/2005 | Neuchâtel   | Dur (int.)   | Martina Suchá                        | Myriam Casanova                      | 6-0, 7-65      | Parcours |
| 7                                                                  | 23/04/2005 | Neuchâtel   | Dur (int.)   | Timea Bacsinszky Myriam Casanova     | Eva Fislová Stanislava Hrozenská     | 6-3, 6-2       | Parcours |
|                                                                    |            |             |              |                                      |                                      |                |          |
| 2005 - Barrage (groupe mondial I) - Suisse - Autriche - 1 : 4      |            |             |              |                                      |                                      |                |          |
| 8                                                                  | 09/07/2005 | Lausanne    | Terre (ext.) | Tamira Paszek                        | Myriam Casanova                      | 6-1, 6-3       | Parcours |

## Classements WTA en fin de saison

### En simple
| Année | 2000 | 2001 | 2002 | 2003 | 2004 | 2005 | 2006 | 2007 | 2008 | 2009 | 2010 | 2011 |
| Rang  | 947  | 342  | 54   | 102  | 121  | -    | -    | -    | -    | -    | 793  | 818  |

Source : (en) « Classements de Myriam Casanova », sur le site officiel du WTA Tour

### En double
| Année | 2000 | 2001 | 2002 | 2003 | 2004 |
| Rang  | 474  | 474  | 183  | 46   | 58   |

Source : (en) « Classements de Myriam Casanova », sur le site officiel du WTA Tour